# Cathédrale de la Dormition de Balta
Pour les articles homonymes, voir Cathédrale de la Dormition.
La cathédrale de la Dormition est la cathédrale orthodoxe de l'Église orthodoxe ukrainienne (Patriarcat de Moscou) dans la ville de Balta (Ukraine), construite au XXe siècle.

## Histoire
Elle fut consacrée en 1915 et en exercice jusqu'en 1931 en style néo-russe. Lors de l'invasion de l'URSS par l'Allemagne nazie elle est rénovée puis de nouveau ouverte, elle est alors intégrée à la Transnistrie roumaine. Mais en 1964, le pouvoir soviétique la ferme. Elle est restituée à l'Eglise en 1988 et restaurée dans le style original ; elle est le centre du diocèse Balta et Ananiv de l'Église orthodoxe ukrainienne (patriarcat de Moscou) depuis 2012.

L'éparchie de Balta.

## En images

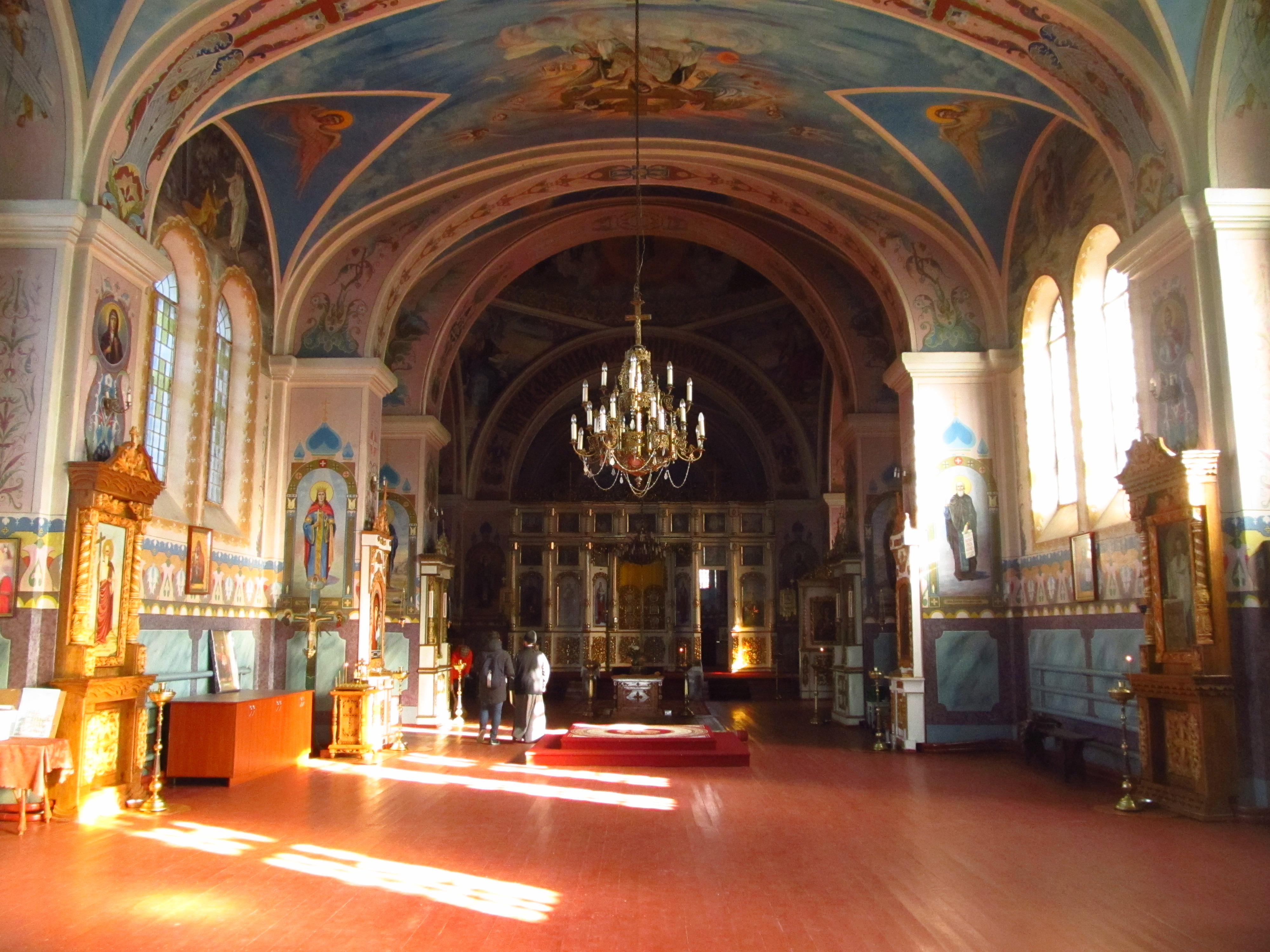
Intérieur,
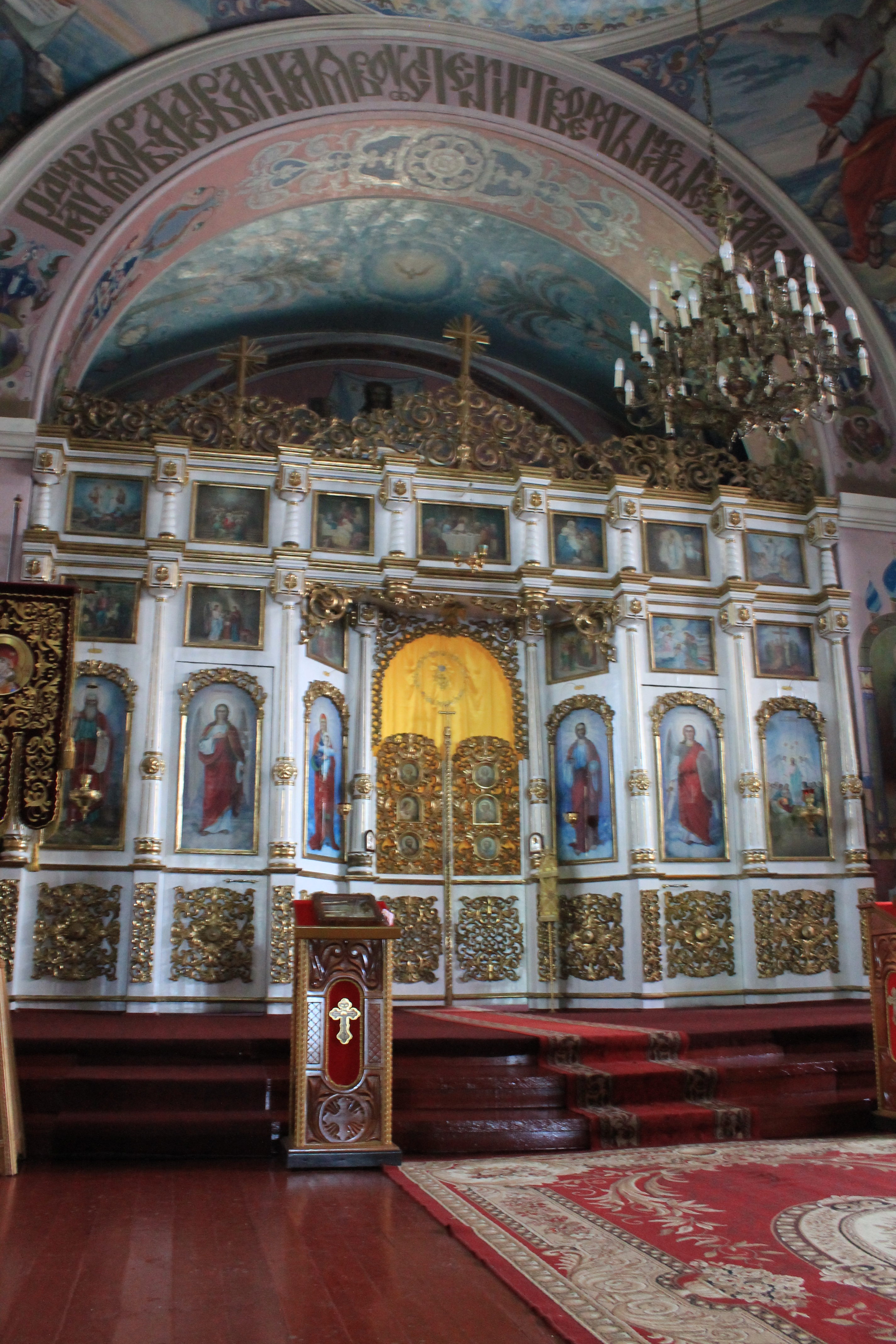
iconostase,
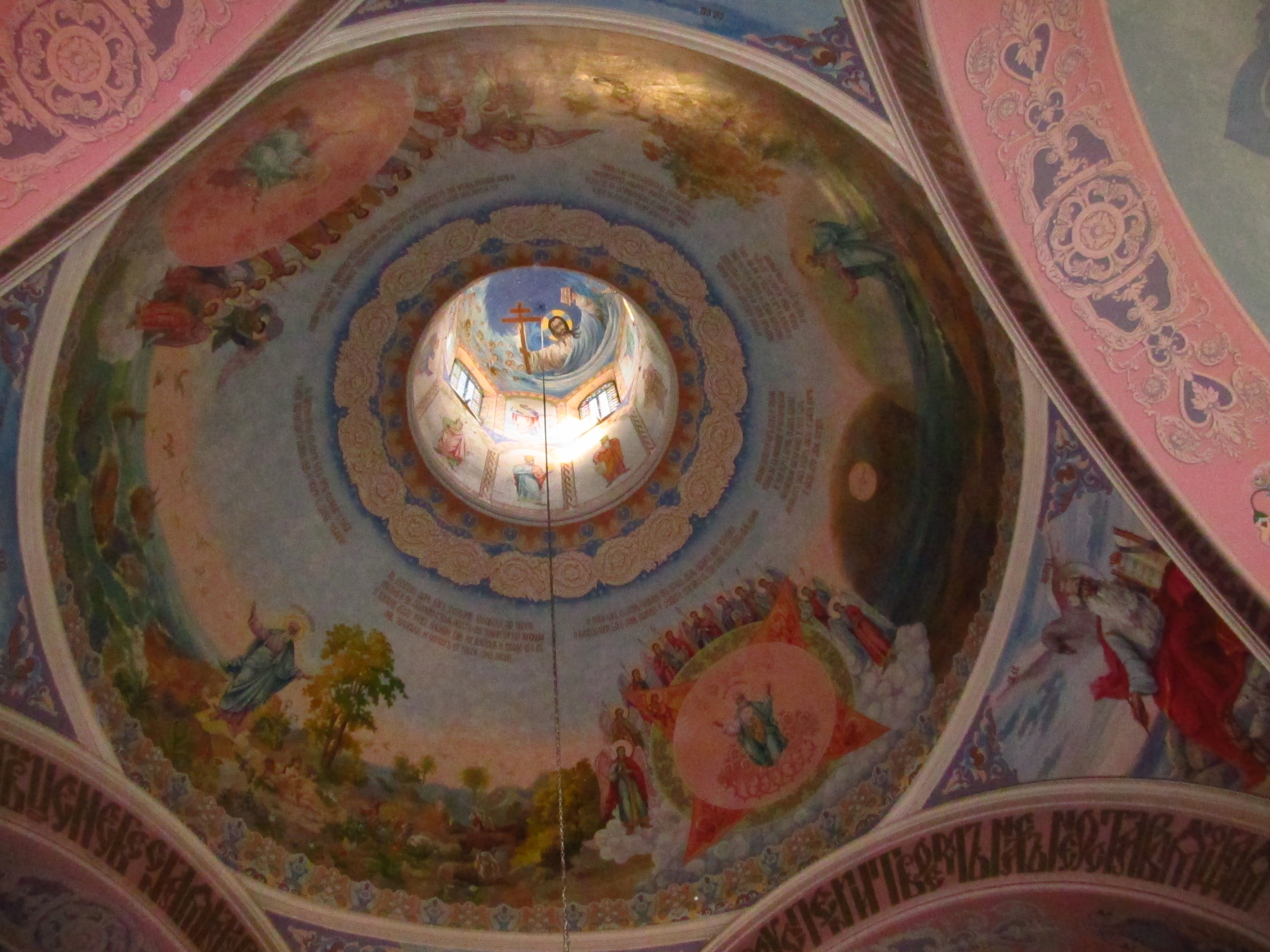
coupole,
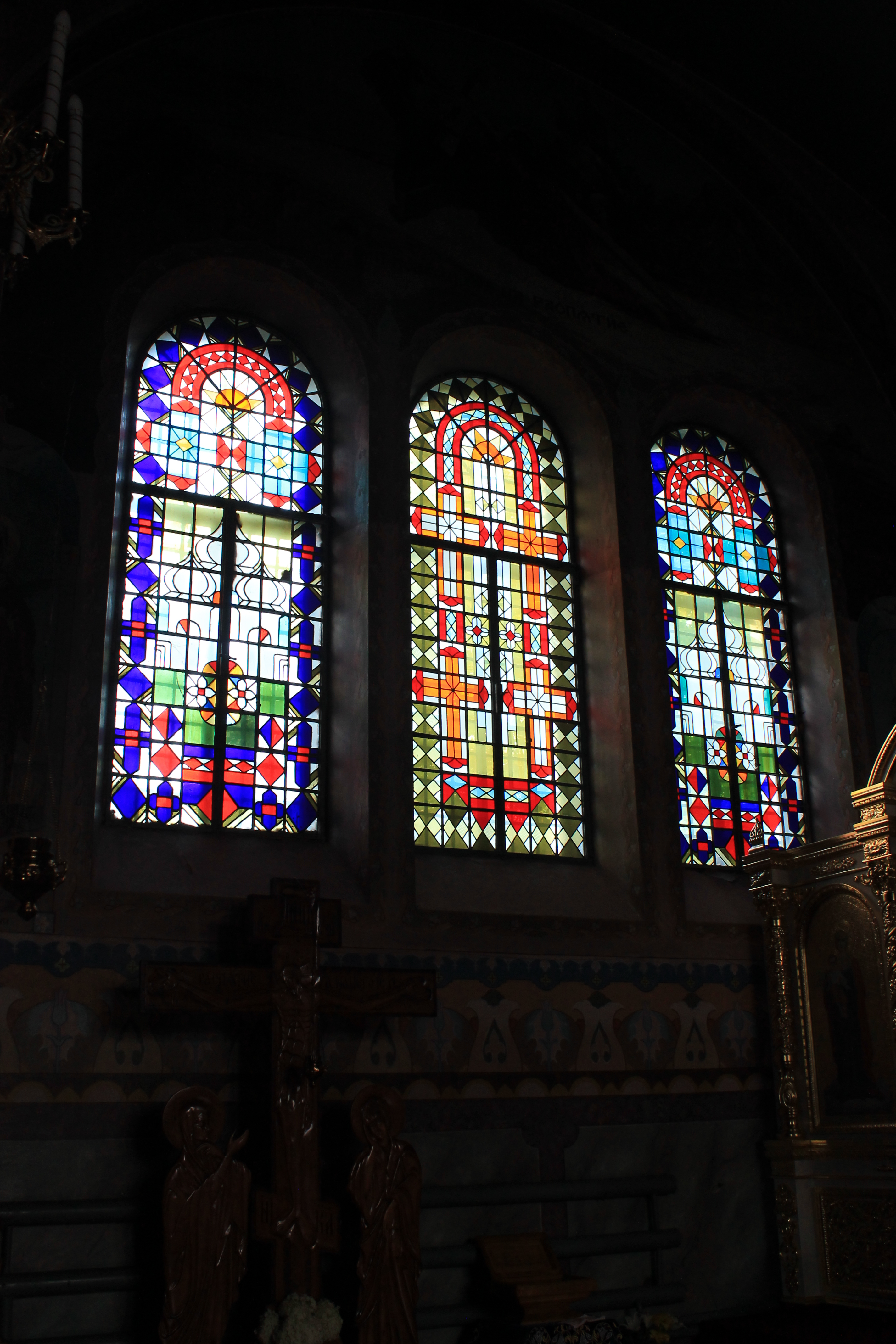
vitraux.
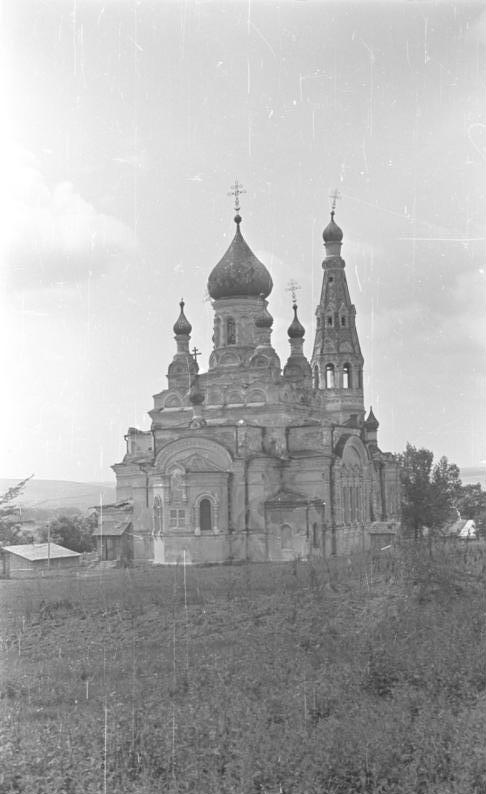
En août 1941.